# Ten Years Gone
Ten Years Gone è una canzone del gruppo inglese Led Zeppelin pubblicata nel 1975 contenuta nell'album Physical Graffiti.

## Panoramica
Originariamente intesa come una traccia strumentale, per la costruzione della melodia di chitarra Jimmy Page utilizzò qualcosa come 14 tracce sovraincise. Robert Plant successivamente aggiunse il testo, il quale racconta della propria vicenda sentimentale con una ragazza che dieci anni prima gli intimò di scegliere tra lei o la musica. Lo stesso Plant spiegò la vicenda in un'intervista nel 1975:
In un'altra intervista Jimmy Page viene accreditato dal cantante per la complessa costruzione della canzone:
Alcuni hanno ipotizzato che la canzone fosse una variazione di una traccia mai pubblicata dai Led Zeppelin intitolata "Swan Song", proprio come il nome scelto per la loro nuova etichetta discografica. Ad ogni modo, bootleg della canzone "Swan Song" non mostrano nessuna chiara somiglianza con "Ten Years Gone".
La canzone fu eseguita live nel tour del 1977 negli Stati Uniti. John Paul Jones utilizzò in principio una chitarra acustica per la melodia, ma successivamente introdusse un'inusuale "Triple-necked guitar" che presentava una chitarra acustica a 6 corde, una chitarra acustica a 12 corde e un mandolino. Jimmy Page utilizzava la sua Telecaster marrone del 1953 conosciuta anche come "Botswana Brown".
La canzone fu anche suonata in una delle ultime apparizioni live dei Led Zeppelin avvenuta il 4 agosto 1979 a Knebworth.
Nel febbraio 1996 Page e Plant riproposero la canzone nel loro tour in Giappone. Nel 1999 Page suonò live Ten Years Gone con il contributo dei Black Crowes, a proposito disse alla radio pubblica:
La versione live con i Black Crowes può essere trovata nel live album: Live at the Greek. Il produttore Rick Rubin disse riguardo alla struttura della canzone:

## Autori
- Robert Plant - voce
- Jimmy Page - chitarra
- John Paul Jones - basso
- John Bonham - batteria

## Classifiche
Jimmy Page and The Black Crowes
Chart (2000)	Peak position
US Billboard Hot Mainstream Rock Tracks Chart: 33

## Fonti
1^ a b c Dave Lewis (1994), The Complete Guide to the Music of Led Zeppelin, Omnibus Press, ISBN 0-7119-3528-9.
2^ Interview with Jimmy Page and Robert Plant, January 1975
3^ Liner notes for the Led Zeppelin boxed set.
4^ National Public Radio, Guitar Legend Jimmy Page, June 2, 2003.
5^ The Playlist Special: Fifty Artists Pick Their Personal Top 10s. Rolling Stone. Retrieved 2 January 2011.
6^ "Hot Mainstream Rock Tracks - 2 September 2000". Billboard. Retrieved 2009-01-19.